# Eau argentée, Syrie autoportrait
Pour plus de détails, voir Fiche technique et Distribution.
Eau argentée, Syrie autoportrait (arabe : ماء الفضة, Ma'a al-Fidda), aussi intitulé Eau argentée, est un documentaire franco-syrien réalisé par Oussama Mohammad et Wiam Simav Bedirxan, sorti en 2014.
Formé à partir de vidéos postées sur Internet, le film traite de la guerre en Syrie. Bedirxan et Mohammed ne se sont rencontrés qu'une seule fois, lorsque Bedirxan a réussi à s’échapper de Homs pour assister à la première du film en France, au festival de Cannes 2014. Mohammed avait présenté au festival de Cannes 2011 un court métrage intitulé L’Adolescent et la botte, qui évoquait les humiliations subies par un jeune garçon arrêté par les forces de sécurité de Bachar el-Assad. Le titre renvoie au prénom de la réalisatrice Simav qui veut dire "eau argentée" en langue kurde.

## Synopsis
Le film aborde, par des dizaines de vidéos YouTube amateurs compilées, la guerre civile syrienne. Il narre la destruction et les atrocités commises lors de la guerre, filmées par des téléphones mobiles et postées sur Internet, compilées avec des plans tournés par Wiam Bedirxan pendant le siège de Homs (2011-2014). Le montage a été réalisé en association avec Ossama Mohammed, en exil à Paris, et les deux réalisateurs expriment leurs impressions personnelles.

## Fiche technique
- Titre : Eau argentée, Syrie autoportrait
- Titre alternatif : Eau argentée
- Titre original : ماء الفضة, Ma'a al-Fidda
- Titre international : Silvered Water, Syria Self-Portrait
- Réalisation : Oussama Mohammad et Wiam Simav Bedirxan
- Musique originale: Noma Omran
- Photographie : Wiam Simav Bedirxan
- Montage : Maisoun Assad
- Production : Orwa Nyrabia, Serge Lalou, Camille Laemlé et Diana El Jeiroudi
- Sociétés de production : Les Films d'ici et Proaction Film
- Sociétés de distribution :
- Pays d'origine :  Syrie et  France
- Genre : documentaire
- Langues originales : arabe
- Durée : 110 minutes
- Date de sortie :
  -  France : mai 2014 (Festival de Cannes 2014)

## Distinctions

### Récompenses
- Festival du film de Londres 2014 : Grierson Award

### Nominations et sélections
- Festival de Cannes 2014 : sélection hors compétition « Séances spéciales »
- Festival international du film de Locarno 2014 : sélection « I film delle giurie »
- Festival international du film de Toronto 2014 : sélection « TIFF Docs »